# Europäische Olympische Sommer-Jugendtage 1995
Die Europäischen Olympischen Sommer-Jugendtage 1995 (European Youth Olympic Days 1995), fanden vom 3. bis 9. Juli 1995 in Bath (Vereinigtes Königreich) statt. Es war die dritte Sommer-Auflage des Europäischen Olympischen Jugendfestivals, einer alle zwei Jahre stattfindenden Multisportveranstaltung für junge Sportler zwischen 12 und 18 Jahren aus Europa. Eröffnet wurden die Wettbewerbe von Königin Elisabeth II. Erstmals wurde nach zwei Auflagen der Fußball-Wettbewerb gestrichen. Dafür kam Handball ins Programm. Es war die erste Ausgabe der Jugendtage, bei denen das Gastgeberland die meisten Medaillen gewinnen konnte.

## Teilnehmer
| 1709 Teilnehmer aus 40 Ländern | 1709 Teilnehmer aus 40 Ländern |
| --- | --- |
| - Albanien - Aserbaidschan - Belgien - Bulgarien - Dänemark - Deutschland - Estland - Finnland - Frankreich - Georgien - Griechenland - Island - Irland - Israel - Italien - BR Jugoslawien - Kroatien - Lettland - Litauen - Luxemburg | - Moldau - Niederlande - Norwegen - Österreich - Polen - Portugal - Rumänien - Russland - Slowakei - Slowenien - Spanien - Schweden - Schweiz - Tschechien - Türkei - Ukraine - Ungarn - Vereinigtes Königreich - Belarus - Zypern |

## Sportarten
Es wurden 86 Wettbewerbe in 10 Sportarten ausgetragen:
| - Basketball - Handball - Hockey - Judo - Leichtathletik | - Radsport - Schwimmen - Turnen - Volleyball |

## Medaillenspiegel
| Platz | Mannschaft             | Gold | Silber | Bronze | Gesamt |
| ----- | ---------------------- | ---- | ------ | ------ | ------ |
| 1     | Vereinigtes Königreich | 24   | 10     | 8      | 42     |
| 2     | Russland               | 12   | 8      | 7      | 27     |
| 3     | Rumänien               | 8    | 8      | 7      | 23     |
| 4     | Spanien                | 5    | 5      | 8      | 18     |
| 5     | Frankreich             | 5    | 4      | 5      | 14     |
| 6     | Israel                 | 4    | 1      | 1      | 6      |
| 7     | Ukraine                | 3    | 5      | 8      | 16     |
| 8     | Polen                  | 2    | 4      | 3      | 9      |
| 8     | Italien                | 2    | 4      | 3      | 9      |
| 10    | Belgien                | 2    | 4      | 1      | 7      |
| 11    | Ungarn                 | 2    | 3      | 5      | 10     |
| 12    | Belarus                | 2    | 1      | 5      | 8      |
| 13    | Slowakei               | 2    | 1      | 3      | 6      |
| 14    | Litauen                | 2    | –      | –      | 4      |
| 15    | Niederlande            | 1    | 4      | 5      | 10     |
| 16    | Griechenland           | 1    | 2      | 3      | 6      |
| 16    | Schweden               | 1    | 2      | 3      | 6      |
| 18    | Deutschland            | 1    | 1      | 4      | 6      |
| 19    | Georgien               | 1    | 1      | 3      | 5      |
| 20    | Estland                | 1    | 1      | 2      | 4      |
| 20    | Türkei                 | 1    | 1      | 2      | 4      |
| 22    | Schweiz                | 1    | 1      | –      | 2      |
| 23    | Kroatien               | 1    | –      | 3      | 4      |
| 24    | Finnland               | 1    | –      | –      | 1      |
| 24    | Bulgarien              | 1    | –      | –      | 1      |
| 24    | Portugal               | 1    | –      | –      | 1      |
| 27    | Slowenien              | –    | 3      | 4      | 7      |
| 28    | Irland                 | –    | 4      | 1      | 5      |
| 29    | Österreich             | –    | 3      | 4      | 7      |
| 30    | Norwegen               | –    | 1      | 1      | 2      |
| 31    | Aserbaidschan          | –    | 1      | –      | 1      |
| 31    | Zypern                 | –    | 1      | –      | 1      |
| 33    | Lettland               | –    | –      | 2      | 2      |
| 33    | BR Jugoslawien         | –    | –      | 2      | 2      |
| 35    | Dänemark               | –    | –      | 1      | 2      |